# Ermita de Santa Elena (Ares del Maestre)
La ermita de santa Elena de Ares del Maestre, en la comarca del Alto Maestrazgo, provincia de Castellón, es un lugar de culto catalogado como Bien de Relevancia Local, con la categoría de Monumento de interés local, con códigoː 12.02.014-005, según la Disposición Adicional Quinta de la Ley 5/2007, de 9 de febrero, de la Generalitat, de modificación de la Ley 4/1998, de 11 de junio, del Patrimonio Cultural Valenciano (DOCV Núm. 5.449 / 13/02/2007).
La ermita se ubica en la masía del mismo nombre, aunque antiguamente se conocía como Masía de Les Solanelles. Construida sobre el montículo en el que se extiende el caserío del mismo nombre, está situada a unos 1000 metros de altitud, a unos cinco quilómetros del núcleo poblacional de Ares, en el extremo occidental del término. Se accede a esta pedanía por un desvío, a una pista, en el pK 28 de la carretera CV-15 en dirección a Villafranca del Cid.

## Historia
Su construcción se debe a una promesa hecha por Miguel García del Mas de Racó y fue sufragada con los donativos de los habitantes de Ares, muchos de los cuales tuvieron que hacer sus aportaciones principalmente en especies: lana y trigo. Existe un cuaderno que recoge datos sobre las obras de la Ermita.
Sufrió grandes daños durante la Guerra Civil, quemándose su interior, lo que inició un período de decadencia y abandono, que quedó solucionado desde finales del siglo XX, mediante una serie de intervenciones dentro de un programa de restauración y recuperación completa de la ermita.

## Descripción
Se trata de un edificio de 18 metros de largo por 10 de ancho (más los atrios), construido siguiendo los cánones del estilo barroco rural. Está datada a finales de la primera mitad del siglo XVIII. Se finalizó en 1763, año en el que se ofició la primera misa en el templo, pese a ello las obras continuaron con ampliaciones que se extendieron durante diez años, hasta que en 1773 se añadieron los pórticos y el Salón del Ayuntamiento.
En la construcción es de destacar la fachada , que presenta una portada de piedra con el relieve esculpido de Santa Elena, por sus dimensiones. Son curiosos los atrios o pórticos laterales que presenta para refugio tanto de peregrinos como de caballerías. El atrio de la izquierda, que servía de caballeriza, presenta una prolongación de la techumbre de la ermita, que es a dos aguas, y presenta arcos cegados. Mientras, el atrio de la derecha, que presenta techumbre independiente de la de la ermita, servía de refugio a los peregrinos y sobre él se construyó lo que se conoce como "Salón del Ayuntamiento”, ya que era la zona en la que se situaban los componentes de la corporación municipal cuando acudían a la ermita. La puerta de acceso está a diferente nivel por lo que se hace preciso la existencia de unas escaleras para llegar a ella.
Presenta como remate una espadaña, en la que se dispone “María” , la campana de 24 centímetros de diámetro y un peso aproximado de 8 kilos, que fue instalada en el año 1763, según indica la inscripción que se halla alrededor de la misma.
Respecto a su interior presenta tres arcadas y una cúpula. La decoración interior es a base de pinturas policromadas (dibujos geométricos, florales y religiosos, con representaciones bíblicas y de santos) tanto en las diversas capillas laterales, como en la cubierta que es en bóveda de cañón, las cuales fueron restauradas en diversas intervenciones realizadas entre los años 2003 y 2004, llevadas a cabo gracias a un convenio de colaboración firmado entre la Facultad de Bellas Artes de la Universidad Politécnica de Valencia y la Fundación Blasco de Alagón.
Además puede observarse la existencia de un coro alto, un altar mayor (dedicado a la santa de la advocación de la ermita), así como seis capillas laterales que se encuentran vacías.
La festividad se celebra el primer domingo después del día 3 de mayo, pese a que santa Elena es el día 23 de julio, y entre los actos festivos destaca la romería que se lleva realizando desde 1742.